# کلیر پرایس
کلیر پرایس (انگلیسی: Claire Price؛ زادهٔ ۴ ژوئیهٔ ۱۹۷۲) بازیگر اهل بریتانیا است. او از سال ۱۹۹۴ میلادی تاکنون مشغول فعالیت بوده‌است.
از فیلم‌ها یا برنامه‌های تلویزیونی که وی در آن نقش داشته‌است، می‌توان به آخرت، دومین هتل فوق‌العاده شگفت‌انگیز ماریگولد، پوآرو و آدمکشان میدسامر اشاره کرد.